# 白鴿咀駅
白鴿咀駅（はっこうしえき、中文表記: 白鸽咀站、英文表記: Baigezui station）は、中華人民共和国湖南省長沙市岳麓区にある長沙地下鉄6号線の駅である。

## 駅周辺
- 湖南師範大学咸嘉湖校区
- 長沙市婦女連合会
- 湖南省腫瘤医院
- 河西王府井
- 河西歩歩高